# Botinac
Botinac is een plaats in de gemeente Kapela in de Kroatische provincie Bjelovar-Bilogora. De plaats telt 130 inwoners (2001).